# Natália Bernardo
Natália Maria Bernardo (Luanda, 25 de dezembro de 1986) é uma handebolista profissional angolana.

## Carreira
Bernardo representou a Seleção Angolana de Handebol Feminino nos Jogos Olímpicos de Verão de 2008, 2012 e 2016.